# Bisdom Koper
Het bisdom Koper (Latijn: Dioecesis Iustinopolitana, Sloveens: Škofija Koper, Italiaans: Diocesi di Capodistria) is een in Slovenië gelegen rooms-katholiek bisdom met zetel in Koper. Het bisdom behoort tot de kerkprovincie Ljubljana en is samen met het bisdom Novo mesto suffragaan aan het aartsbisdom Ljubljana.
De historie van het bisdom is terug te voeren tot in de 6e eeuw. In 1828 werd het samengevoegd met het bisdom Triëst tot het bisdom Triëst en Capodistria. Na 1945 werd het Joegoslavische deel van dit bisdom ingericht als apostolische administratuur. In 1977 werd de bisschopszetel hersteld en werd het bisdom suffragaan gesteld aan Ljubljana.

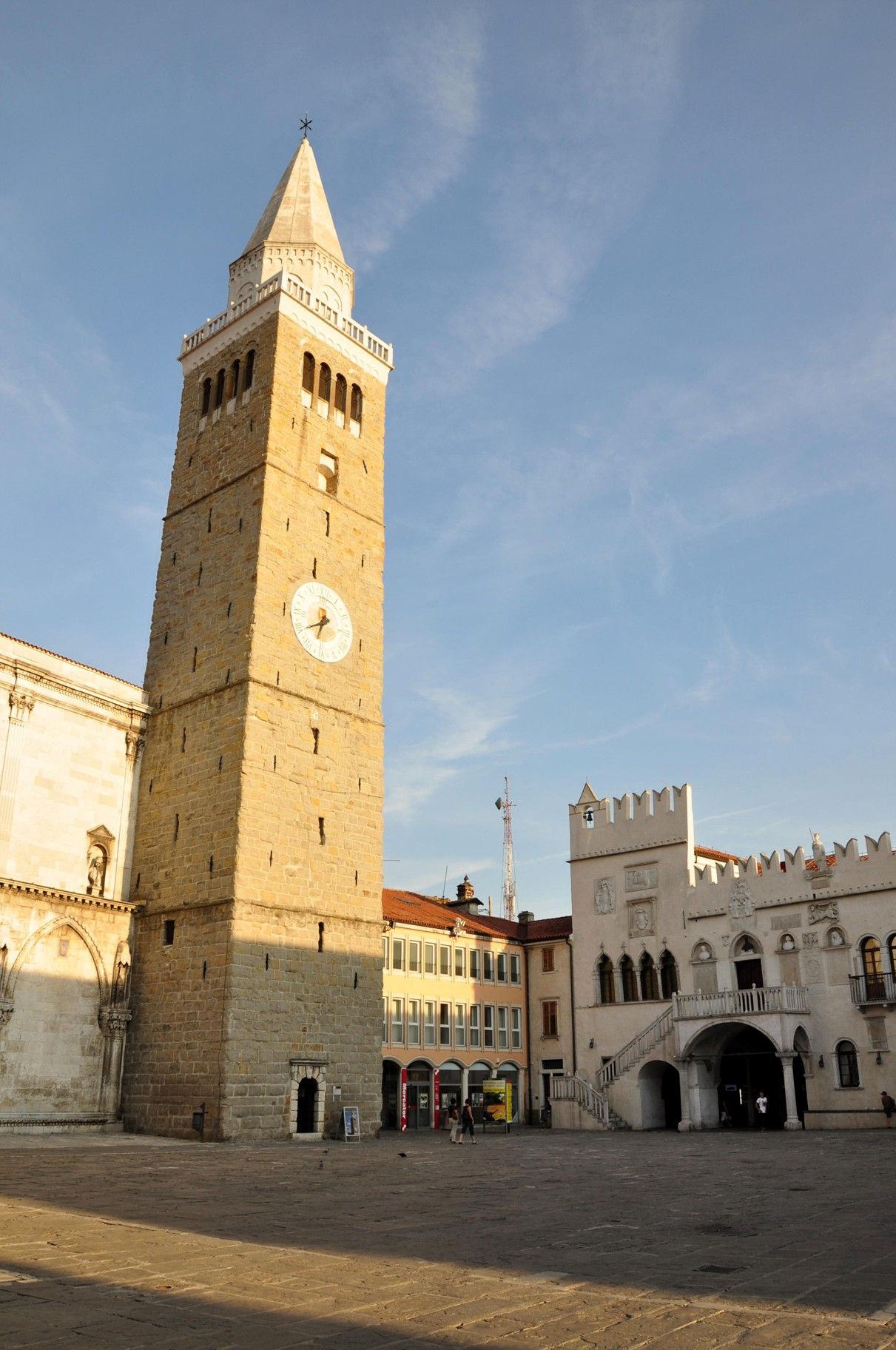
Kathedraal van Koper
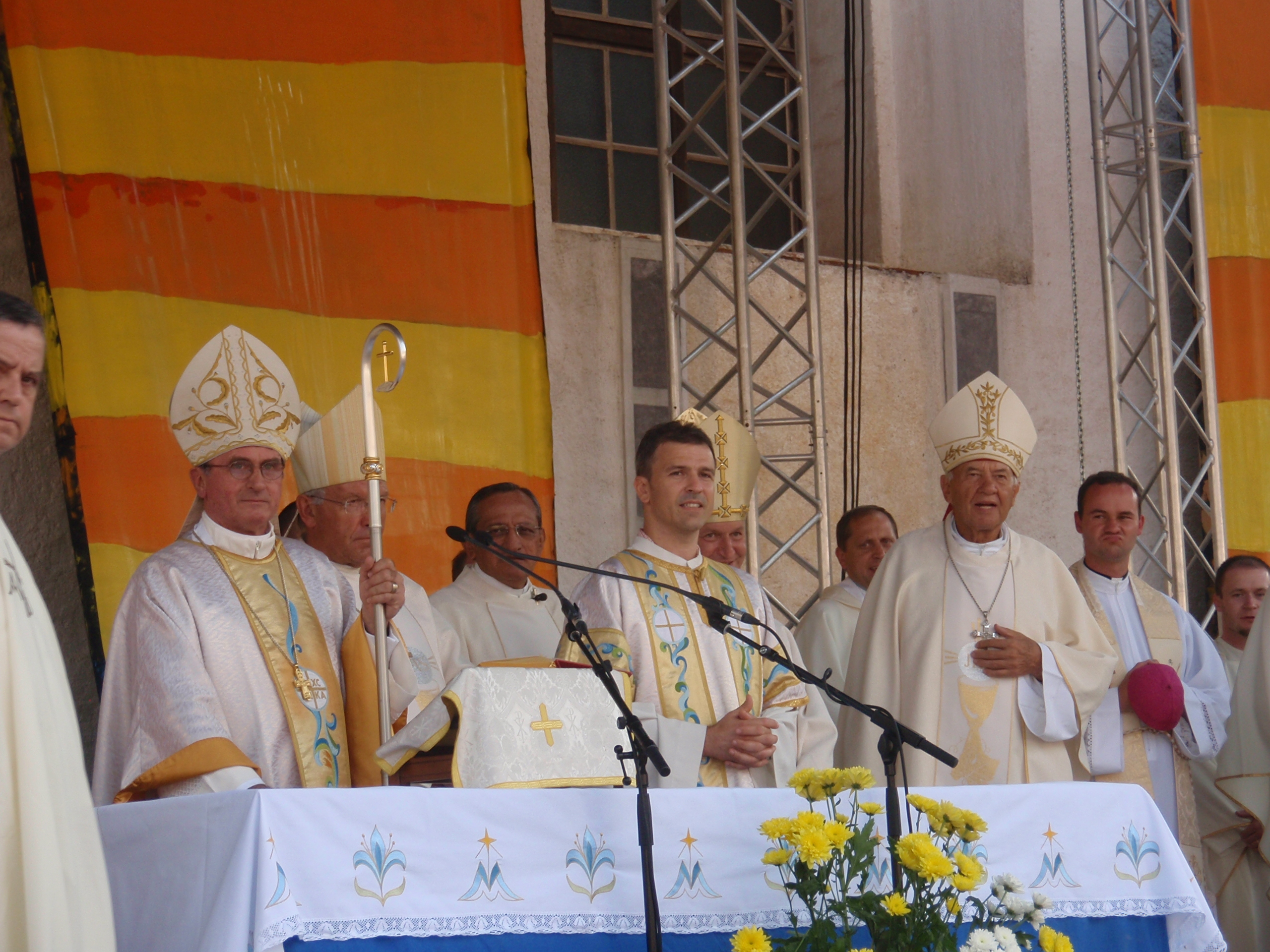
Bisschop Jurij Bizjak (rechts met mijter)

## Bisschoppen van Koper
| - 524 Heilige Nazario - 557 Massimiano - 667 Agatone - 719 Antonio - 745 Johann I - 776 Senatore - 803 Theodor - 851 Nazario - 900 Lorenz - 932 Johann II - 963 Thomas - 1184 Aldegiro (Aldegario) - 1216 Vretemaro - 1220 Beato Assa1one - 1245 Corrado - 1268 Bonaccorso - 1270 Azzone - 1275 Papone - 1279 Buono Azzone - 1291 Vitale | - 1295 Simone - 1301 Pietro Manolesso - 1317 Tommaso Contarini - 1320 Ugone - 1335 Marco Semitecolo - 1347 Orso Delfino - 1364 Lodovido Morosini - 1390 Giovanni Loredan - 1411 Cristoforo Zeno - 1420 Geremia Pola - 1424 Martino de Bemardi - 1428 Francesco Biondi - 1448 Paolo - 1448 Kardinaal Gabriele de’ Gabrielli - 1471 Pietro Bagnacavallo - 1474 Simone Vosichdi Montona - 1482 Giacomo Valaresso - 1503 Bartolomeo Assonica - 1529 Defendo Valvassori - 1536 Pier Paolo Vergerio | - 1549 Tommaso Stella - 1566 Adriano Beretti Valentico - 1572 Antonio Elio - 1576 Giovanni Ingenerio - 1600 Girolamo Contarini - 1620 Girolamo Rusca - 1630 Pietro Morari - 1653 Baldassare Bonifacio Corneani - 1660 Francesco Zeno - 1684 Pietro Antonio Delfin - 1686 Paolo Naldini - 1713 Antonio Maria Graf de Borromeo - 1733 Agostino Conte Brutti - 1747 Giovanni Battista Sandi - 1756 Carlo Graf Camozzo - 1776 Bonifacio da Ponte - tussen 1828 en 1977 resideerde de bisschop van Triëst - 1977–1987 Janez Jenko - 1987–2012 Metod Pirih - 2012–heden Jurij Bizjak |